# Minxin
|  | No s'ha de confondre amb Mingxing. |

La Minxin Film Company (xinès simplificat: 民新影片公司, pinyin: Mínxīn Yǐngpiàn Gōngsi), també coneguda com a China Sun Motion Picture Company Ltd. (1923–1930) va ser un dels primers estudis cinematogràfics del cinema xinés i el cinema de Hong Kong.

## Història
Fundada el 1922 a Hong Kong pel director i actor Li Minwei l'anomenat "Pare del Cinema de Hong Kong", juntament amb el seu germà Lai Pak-Hoi. China Sun es va traslladar a Xangai el 1926 després que la crisi econòmica a Hong Kong va fer que la producció fóra quasi impossible. A finals dels 20, no obstant, la companyia es trobava en una situació financera desesperada, ja que havia de competir tant amb la Mingxing Film Company (molt més gran que la Minxin) com amb altres estudis, com per exemple la Tianyi Film Company dels germans Shaw. En última instància va ser salvada per un vell amic de Lai, Luo Mingyou, que va suggerir posar en comú recursos per a crear una nova empresa - els famosos Lianhua Studios. Per tant, el 1930, China Sun Motion Picture Company va ser absorbida per Lianhua.
El 1936, no obstant, Lai va partir peres amb Lianhua que ara es trobava en declivi sota el control de l'Studio No. 1 de Lianhua. Este estudi formaria llavors la base d'una nova independent "Minxin Film Company".

## Pel·lícules notables
- A Poet from the Sea (1927)
- Romance of the Western Chamber (1927)
- Mulan Joins the Army (1928)